# W.T. Preston
Le W. T. Preston est un bateau à roues à aubes ayant servi de snagboat dans la Puget Sound. Il enlevait les obstacles submergés et les débris naturels empêchant la navigation dans les rivières.
Classé au National Historic Landmark en 1989, il est la pièce maîtresse du Snabgboat Heritage Center à Anacortes.

## Histoire
Le WT Preston a été exploité à partir d'Olympia jusqu'à Blaine, incluant les rivières Skagit, Stillaguamish et Snohomish.
Les arbres morts qui atteignaient Puget Sound étaient souvent demi-submergés et pouvaient percer la coque des bateaux en bois. Le gouvernement fédéral a commencé à faire construire des snagboats pour éliminer les obstacles et faciliter le commerce sur la rivière. WT Preston a été nommé en l'honneur du seul ingénieur civil du Corps du génie de l'armée des États-Unis au moment de sa construction en 1929.
Le WT Preston à l'origine était un navire à coque en bois qui a travaillé au dragage dans les eaux de Puget Sound jusqu'en 1939. Puis il a été équipé d'un grand bras sur l'avant pour lever les débris naturels. La mission de WT Preston a changé au fil des ans quand les rivières ont été de moins en moins utilisées pour le transport des marchandises. Le WT Preston a commencé à lutter contre les incendies et à effectuer d'autres travaux généraux.
Puis l'Army Corps of Engineers a rapatrié le WT Preston à Seattle où il a travaillé encore quarante ans avant de prendre sa retraite en 1981.

## Navire musée
Le WT Preston est maintenant à sec, en permanence amarré sur le front de mer près de Cap Sante, à Anacortes. Le navire est un monument historique national et reste officiellement un monument historique de la ville de Seattle (son ancien emplacement).
Le navire fonctionne maintenant comme un musée. Il est exploité par la Ville d'Anacortes. En 2005, le Snagboat Heritage Center a été construit juste au nord du WT Preston. Ce centre abrite des objets, des modèles, des cartes et d'autres textes historiques et des informations sur les snagboats qui maintiennent les voies navigables de la région.